# Scopalinidae
Ordre
Famille
Les Scopalinidae sont une famille de spongiaires, la seule de l'ordre des Scopalinida.

## Taxonomie
La famille Scopalinidae est décrite en 2012 par Christine Morrow (d), Bernard E. Picton (d), Dirk Erpenbeck (d), Nicole Boury-Esnault (d), Christine Adair Maggs (d) et Louise Allcock (d).
Publication originale
- (en) Christine Morrow, Bernard E. Picton, Dirk Erpenbeck, Nicole Boury-Esnault, Christine Adair Maggs et Louise Allcock, « Congruence between nuclear and mitochondrial genes in Demospongia », Molecular Phylogenetics and Evolution, vol. 62, no 1,‎ 2012, p. 174–190 (DOI 10.1016/j.ympev.2011.09.016)

## Liste des genres
Les genres suivants sont acceptés au sein de la famille Desmacellidae :
- Scopalina Schmidt, 1862
- Stylissa Hallmann, 1914
- Svenzea Alvarez, van Soest & Rützler, 2002